# Valentin Stocker
Valentin Stocker (født 12. april 1989 i Luzern, Schweiz) er en schweizisk fodboldspiller, der spiller for FC Basel. Han har spillet for klubben af to omgange. Derudover har han repræsenteret Hertha Berlin i Tyskland.

## Landshold
Stocker har (pr. april 2018) spillet 36 kampe og scoret seks mål for det schweiziske landshold, som han debuterede for den 20. august 2008 i et opgør mod Cypern. Her scorede han kampens første mål i en schweizisk sejr på 4-1.

## Titler
Schweiziske Liga
- 2008 og 2010 med FC Basel

Schweiziske pokalturnering
- 2008 og 2010 med FC Basel